# یا با ما هستید یا علیه ما
«شما یا با ما هستید یا علیه ما» یا جملات مشابه با این مضمون، در شرایطی که قطب‌زدگی به وجود آمده است برای مجبور ساختن شاهدان، تماشاگران، یا دیگرانی که ادعای بی‌طرفی می‌کنند، به الحاق و متفق شدن با گروهی بیان می‌شود. یکی از معروف‌ترین کاربردهای این جمله زمانی بود که جرج دبلیو بوش بعد از حملات ۱۱ سپتامبر گفت: «هر ملتی در هرجای دنیا باید تصمیم خود را اتخاذ نماید. یا طرف ما هستید یا طرف تروریست‌ها.» همچنین در انجیل‌های هم‌نوا چنین آمده‌است که هرکه با من نیست، ضد من است، و هرکه با من جمع نکند، پراکنده می‌سازد.